# Explosion d'une station-service de 2023 à Makhatchkala
 (août 2023).
L'explosion d'une station-service de 2023 à Makhatchkala est survenue le 14 août 2023 lorsqu'une station-service a explosé dans la ville de Makhatchkala, au Daghestan, en Russie, tuant 35 personnes et en blessant au moins 80 autres,.

## Explosion
L'explosion s'est produite à 21 h 40 MSK (18 h 40 UTC). Un incendie s'était initialement déclaré dans un atelier de réparation automobile voisin et s'est ensuite propagé à la station-service. À un moment donné, deux des huit réservoirs de gaz externes de la station ont explosé, tuant 35 personnes et en blessant au moins 80 autres, dont beaucoup ont subi de graves brûlures à cause du carburant enflammé éjecté lors de l'explosion. L'incendie s'est propagé à une superficie de 600 mètres carrés, entraînant un risque potentiel de nouvelles explosions. Quarante maisons et un hôtel ont également été détruits.
Selon le chef de l'Association des stations-service du Daghestan, 90 à 100 tonnes de nitrate d'ammonium, équivalent à 35 tonnes de TNT, ont été illégalement stockées en face de la station-service et ont explosé dans l'incendie.

## Conséquences
L'état d'urgence a été déclaré dans le district de Koumtorkalinsky (en) au Daghestan, selon le gouverneur Sergueï Melikov. Le ministère des Situations d'urgence a déclaré avoir envoyé des avions pour évacuer les blessés vers les hôpitaux de Moscou. Selon l'agence TASS, des membres du Centre fédéral de médecine des catastrophes du ministère de la Santé et des membres de diverses organisations médicales de Moscou sont venus au Daghestan pour apporter leur aide. Au 15 août 2023, les opérations de recherche et de sauvetage sont toujours en cours, les secouristes recherchant toujours des survivants et déblayant les décombres.

## Enquête
Le Comité d'enquête de Russie a ouvert une procédure pénale et lancé une enquête sur l'explosion.

## Réactions
Le gouvernement russe a publié des messages de condoléances du président Vladimir Poutine et du président du Daghestan Sergueï Melikov, dans lesquels ils ont promis de verser 1 million de roubles russes aux familles des défunts et ont déclaré un jour de deuil. Selon les messages, le président Poutine "a exprimé ses condoléances aux familles et amis des personnes tuées dans l'explosion [...] et a souhaité un prompt rétablissement aux victimes". Les autorités du Daghestan ont également déclaré que les blessés dans l'explosion recevraient entre 200 000 ₽ et 400 000 ₽.